# Helena Berg

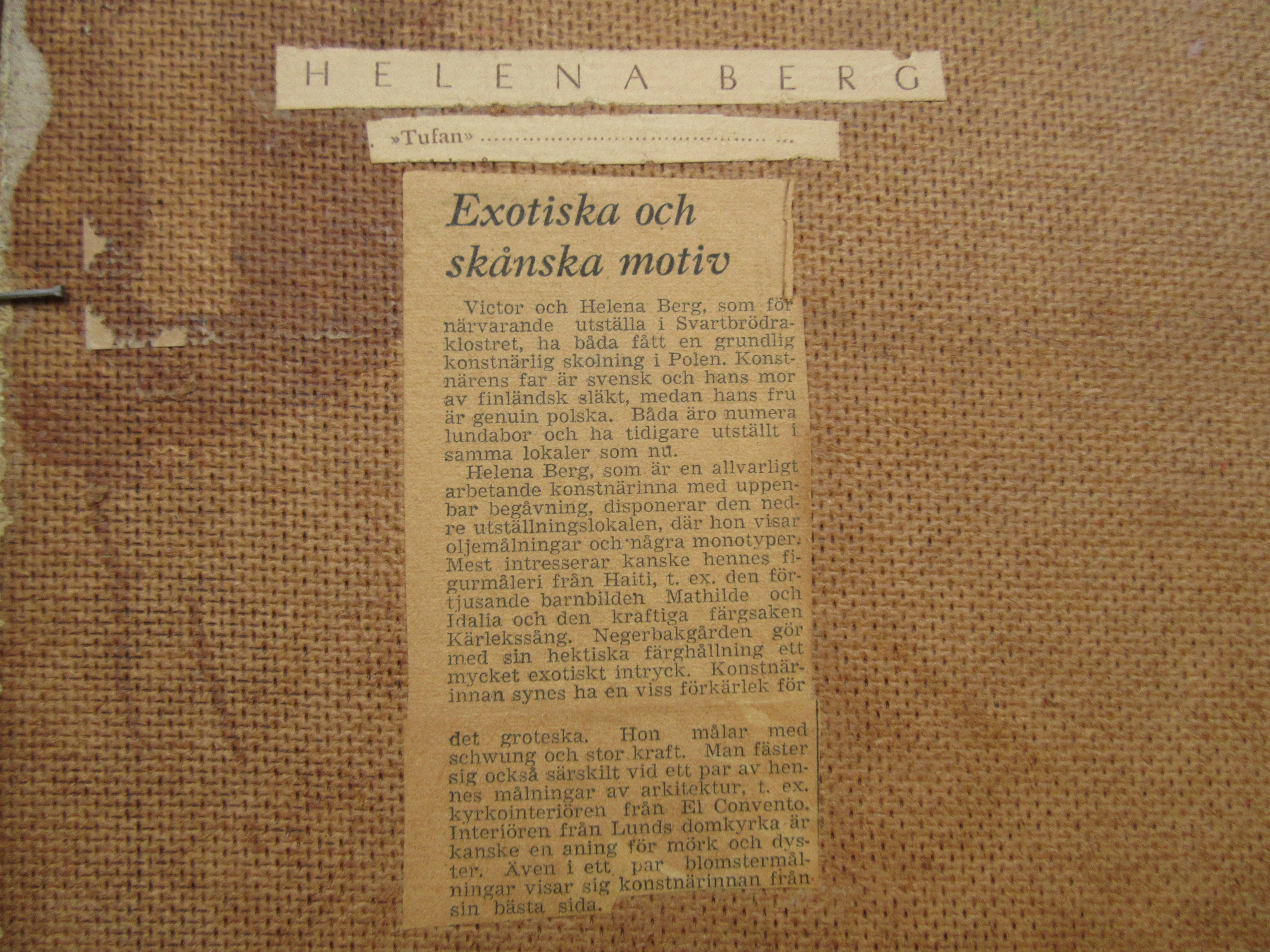

För TV-journalisten med samma namn, se Helena Messing Berg (född 1959).
Helena Berg, folkbokförd Helene Berg, född 21 juli 1917 i Polen, död 26 september 1978 i Vallkärra församling i dåvarande Malmöhus län, var en svensk konstnär. Hon var från 1937 gift med konstnären Viktor Berg.
Helena Berg föddes i Karpaterna av polska föräldrar. Hon var som konstnär autodidakt och hon genomförde en studieresa till Västindien 1947. Hon invandrade till Sverige 1945 och var bosatt i Lund fram till 1950 då hon och hennes man utvandrade till Kanada. Hon ställde ut tillsammans med sin man upprepade tillfällen i Malmö och Lund samt medverkade vid samlingsutställningar i Småland och Skåne. 
Hennes konst består av porträtt, interiörer och landskap i olja eller pastell.
Helena Berg är tillsammans med maken begravd på Lunds norra kyrkogård.